# Addome degli insetti
L'addome è la terza regione morfologica del corpo degli Insetti, derivata dall'organizzazione degli ultimi somiti a partire dal 10º, dopo i somiti toracici. Questa regione contribuisce in larga parte alle ordinarie funzioni fisiologiche, ma in particolare è deputata alla riproduzione in quanto sede esclusiva dell'apparato genitale sia interno sia esterno.

## Morfologia
L'addome primitivo degli Esapodi è composto di 11 segmenti, detti uriti, convenzionalmente indicati con il numero romano corrispondente all'ordine di posizione in senso antero-posteriore. Il numero di 12 uriti si rinviene solo nei Protura (Hexapoda: Paraentoma), mentre nella classe degli Insetti non si hanno mai più di 11 uriti. Nella maggior parte degli Insetti, tuttavia, il numero di uriti morfologici è inferiore a 11 a causa dell'atrofia del XI urite o della sua riduzione ad una porzione atrofica che circonda l'ano. In generale il numero di uriti tende a ridursi per involuzione o fusione degli ultimi.
Il livello di complicazione strutturale degli uriti è molto più basso rispetto ai somiti del capo e del torace e, nella generalità degli Insetti, l'addome mostra in modo evidente la struttura metamerica del corpo. La consistenza è in generale meno robusta di quella del torace.
Ogni urite ha una forma riconducibile a quella di un anello in cui si distinguono quattro aree: una dorsale, detta urotergo, una ventrale, detta urosterno, e due aree laterali, che possono essere sclerificate o membranose. A differenza del torace, nell'addome non ci sono le pleure. L'eventuale sclerificazione laterale degli uriti è infatti dovuta all'espansione laterale dell'urotergo o dell'urosterno. Questi scleriti sono perciò detti laterotergiti o laterosterniti secondo la loro origine. Gli uriti sono articolati tra loro dalla membrana intersegmentale. 
La struttura del tegumento dell'addome è dunque meno rigida di quella del capo o del torace, per la presenza di zone membranose che separano i singoli segmenti fra loro e, nell'ambito di ogni segmento, la zona dorsale da quella ventrale. Questo sviluppo discontinuo della cuticola rende il tegumento dell'addome elastico e flessibile, adatto a permettere la dilatazione della regione nelle femmine gravide (fisogastria).

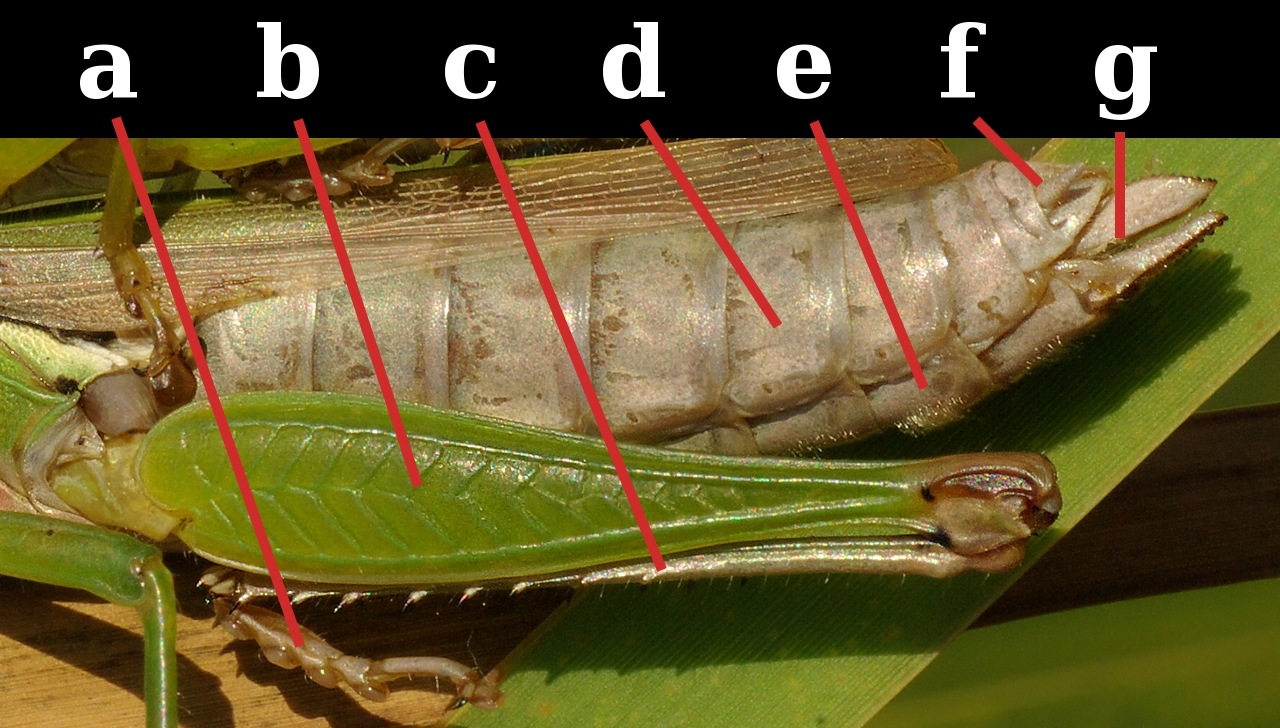
Addome di una femmina di Ortottero. a: tarso; b: femore; c: tibia; d: urotergo; e: urosterno; f: cerco; g: ovopositore.

Sul lato di ogni urite può aprirsi uno spiracolo tracheale o stigma. Il numero degli stigmi addominali può variare, secondo i gruppi sistematici, da un massimo di 7-8 paia ad un minimo di 1 paio, localizzati in questo caso sull'ultimo urite. Ci sono poi casi di insetti in cui gli spiracoli addominali mancano del tutto; in questo caso la respirazione ha luogo grazie alla presenza di un paio di stigmi toracici (insetti metapneusti) oppure per mezzo del tegumento o di branchie (insetti apneusti).
La forma può variare notevolmente, da subcilindrica a ovoidale a globosa, da leggermente a marcatamente compressa ai lati oppure in senso dorso-ventrale, fino ad essere anche appiattito. In generale si raccorda più o meno armonicamente al torace e la parte anteriore del I urite ha lo stesso diametro del torace. In questi casi l'addome si dice sessile. 
In diversi Coleotteri la porzione caudale dell'addome differenzia il pigidio, alla cui estremità si apre l'ano: il X urotergo si presenta più sclerificato rispetto agli altri tergiti, assume una forma allungata e sottile e sporge facilmente da dietro le elitre.

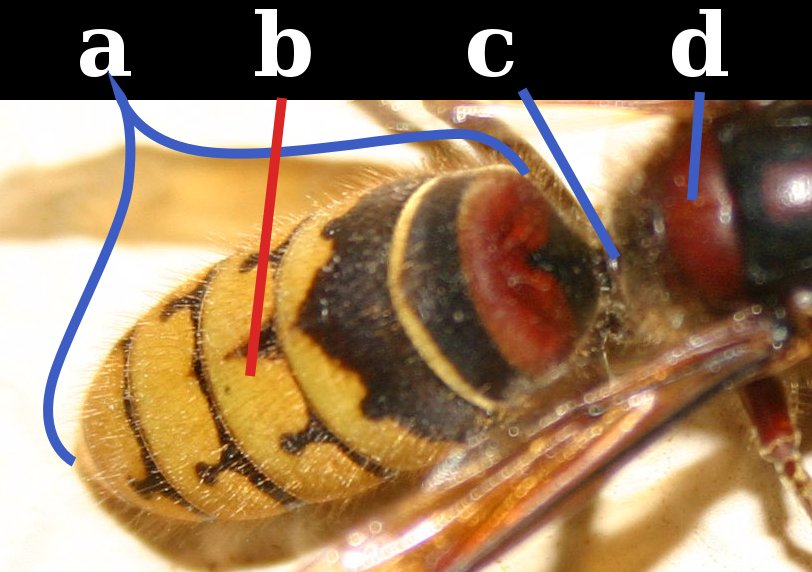
Addome di Imenottero Apocrita. a: gastro; b: urite; c: peziolo; d: propodeo.

La maggior parte degli Imenotteri Apocriti porta un addome peduncolato (o peziolato), ossia nettamente distinto dal torace per l'interposizione di un sottile peduncolo. Questa forma è dovuta ad una profonda modificazione morfo-strutturale dei primi uriti degli Imenotteri Apocriti. In questi insetti l'urite I è spostato nella regione toracica e forma un quarto segmento morfologico detto propodeo. Gli uriti successivi mostrano una notevole riduzione, formando una strozzatura, detta peziolo, seguita da una regione più espansa, corrispondente all'addome apparente, detta gastro. Il peziolo è costituito, secondo i gruppi sistematici, con due diverse organizzazioni strutturali:
- il peduncolo è suddiviso in due tratti: quello anteriore è formato dall'urosterno dell'urite II, quello posteriore dall'urotergo dello stesso urite;
- il peduncolo non è suddiviso, è interamente formato dall'urosterno dell'urite II, mentre l'urotergo forma il primo segmento apparente del gastro.

## Appendici
Nella generalità degli Insetti l'addome non porta appendici vistose come il torace o il capo, fatta eccezione per alcuni gruppi sistematici che possono mostrare un particolare sviluppo dei cerci o dell'ovopositore. Tuttavia anche l'addome presenta delle appendici di varia forma e funzione, non sempre presenti.

### Gonapofisi
Le gonapofisi sono gli organi genitali esterni, presenti sia nel maschio sia nella femmina, con forma e funzioni differenti nei due sessi: le gonapofisi maschili formano l'organo copulatore, finalizzato all'accoppiamento, mentre quelle femminili formano l'ovopositore, generalmente finalizzato alla deposizione delle uova. Un particolare che differenzia marcatamente gli Insetti dai Vertebrati è la separazione degli organi genitali femminili esterni nelle due funzioni, quella della copula e quella dell'ovideposizione: gli spermatozoi vengono infatti immessi in una cavità, detta spermateca, che comunica con la vagina, mentre le uova sono in genere deposte attraverso uno sbocco della vagina nell'ovopositore.

#### Organo copulatore
L'organo copulatore, di varia forma e sviluppo, è differenziato in tutti gli Insetti dal IX urosterno. Comprende una porzione basale, detta fallobase, e una distale, detta pene o edeago.
La fallobase può presentare processi di varia natura, utilizzati per facilitare la copula. L'edeago presenta invece una porzione estroflettibile, detta endofallo, in cui sbocca il condotto eiaculatore.

#### Ovopositore

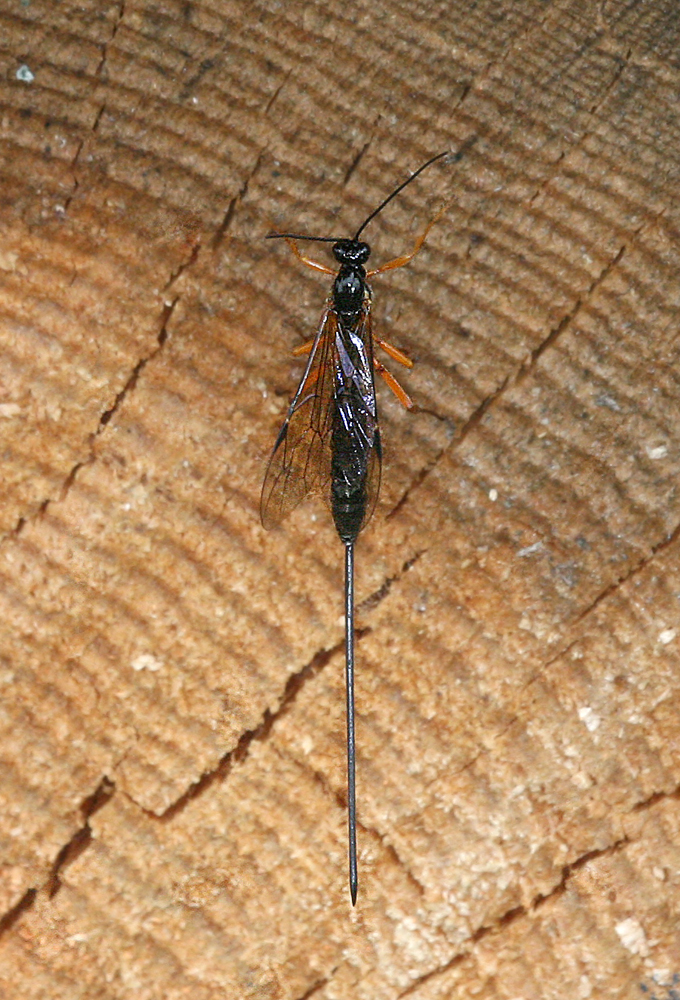
Femmina di Dolichomitus imperator con la caratteristica terebra di particolare sviluppo negli Icneumonidi. In questa specie la larva parassitizza i Coleotteri Cerambicidi e la terebra è in grado di attraversare il legno per raggiungere la mina scavata dallo xilofago.

L'ovopositore, anch'esso di varia forma e sviluppo, è differenziato dal concorso del VIII e IX urosterni. La struttura fondamentale è rappresentata da sei espansioni degli urosterni, tre per lato, dette valve o valvule. Il primo paio di valve è differenziato dal VIII urosterno, le successive due coppie dal IX. La nomenclatura attribuisce rispettivamente i nomi di prime valve, seconde valve o valve mediane, terze valve o valve laterali.
La struttura primitiva può presentare marcate differenziazioni, importanti ai fini sistematici. In genere l'ovopositore non raggiunge un particolare sviluppo e resta sotto l'addome. In alcuni gruppi sistematici (es. Ortotteri Ensiferi, Imenotteri Terebranti), l'ovopositore può raggiungere una notevole lunghezza e sporgere da sotto l'addome. In particolare, negli Icneumonoidei può essere molto più lungo dell'intero corpo dell'insetto. 
Negli Imenotteri Apocriti (comprendente i Terebranti e gli Aculeati) l'ovopositore è in grado di penetrare anche materiali di una certa consistenza come il legno e la corteccia degli alberi, la cuticola di altri insetti, la pelle dei Mammiferi. Questa proprietà si deve alla sclerificazione delle prime e seconde valve. In particolare, le prime valve si fondono a formare una guaina al cui interno scorrono le seconde valve. Le terze valve, poco sclerificate, formano una sorta di astuccio che protegge le altre valve quando sono riposte. A questa struttura si aggiungono due coppie di processi degli urosterniti, detti valviferi. La prima coppia è originata dal VIII urite, la seconda dal IX.
Nei Terebranti, la struttura formata dalle prime e seconde valve è detta terebra ed è usata per tre funzioni strettamente associate nell'atto dell'ovideposizione: penetrazione, emissione di un secreto, deposizione dell'uovo. Il secreto emesso dalla terebra può avere differenti scopi: nelle forme fitofaghe galligene induce una reazione dei tessuti vegetali, in conseguenza della quale si forma la galla; nelle forme entomofaghe (parassitoidi) è un veleno che paralizza la vittima. Negli Aculeati si perde la primitiva funzione di ovideposizione della terebra, in quanto la vagina non è più connessa fisicamente all'ovopositore, e quest'ultimo si trasforma in un organo di offesa-difesa, detto aculeo o, più comunemente, pungiglione. L'aculeo, a differenza della terebra, è retrattile e in posizione di riposo è localizzato dentro l'addome, da cui viene estroflesso al momento dell'uso.

#### Ovopositore di sostituzione

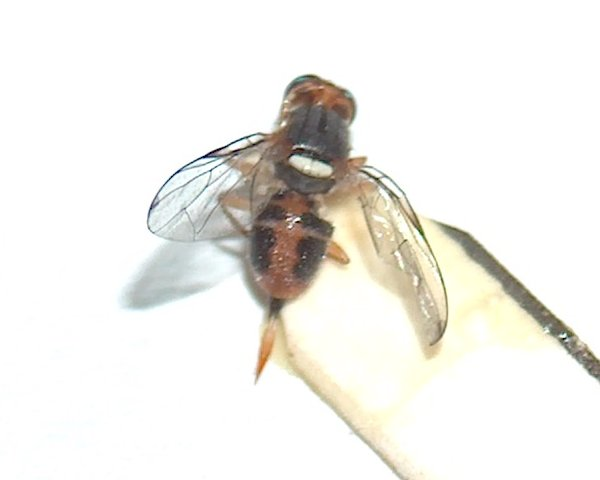
Femmina di mosca delle olive. All'estremità dell'addome si nota l'ovopositore di sostituzione del dittero, estroflesso.

In alcuni insetti l'ovopositore vero e proprio scompare del tutto e la sua primitiva funzione è svolta da un adattamento morfologico degli ultimi uriti: questi si avvolgono a vicenda formando un tubulo telescopico estroflettibile, come gli elementi di un cannocchiale. La struttura, detta ovopositore di sostituzione, si localizza nella parte terminale dell'addome, in genere leggermente spostato sulla faccia ventrale. 
La struttura conformata "a telescopio" è un elemento morfologico tipico dei Ditteri. In molte specie l'ovopositore è sclerificato, in modo che possa penetrare facilmente nel substrato in cui saranno deposte le uova. Ad esempio, nei Tefritidi, l'ovopositore di sostituzione è in grado di perforare l'epidermide di frutti, foglie, steli praticando delle punture in cui saranno deposte una o più uova.
Anche le femmine dei Coleotteri non dispongono di un ovopositore vero e proprio. Lo sbocco dell'apparato genitale è localizzato sul IX urite e in molte specie sono presenti particolari conformazioni che svolgono la stessa funzione di un ovopositore. Convenzionalmente si considera perciò un ovopositore di sostituzione. Questo non va confuso con il pigidio, formato dal tergite del X urite, dove invece sbocca l'apertura anale, che per la sua posizione si può erroneamente confondere con un ovopositore di sostituzione.
Nelle femmine dei Tisanotteri Tubuliferi, infine, il X urite è conformato a tubulo e svolge la funzione di un ovopositore di sostituzione.

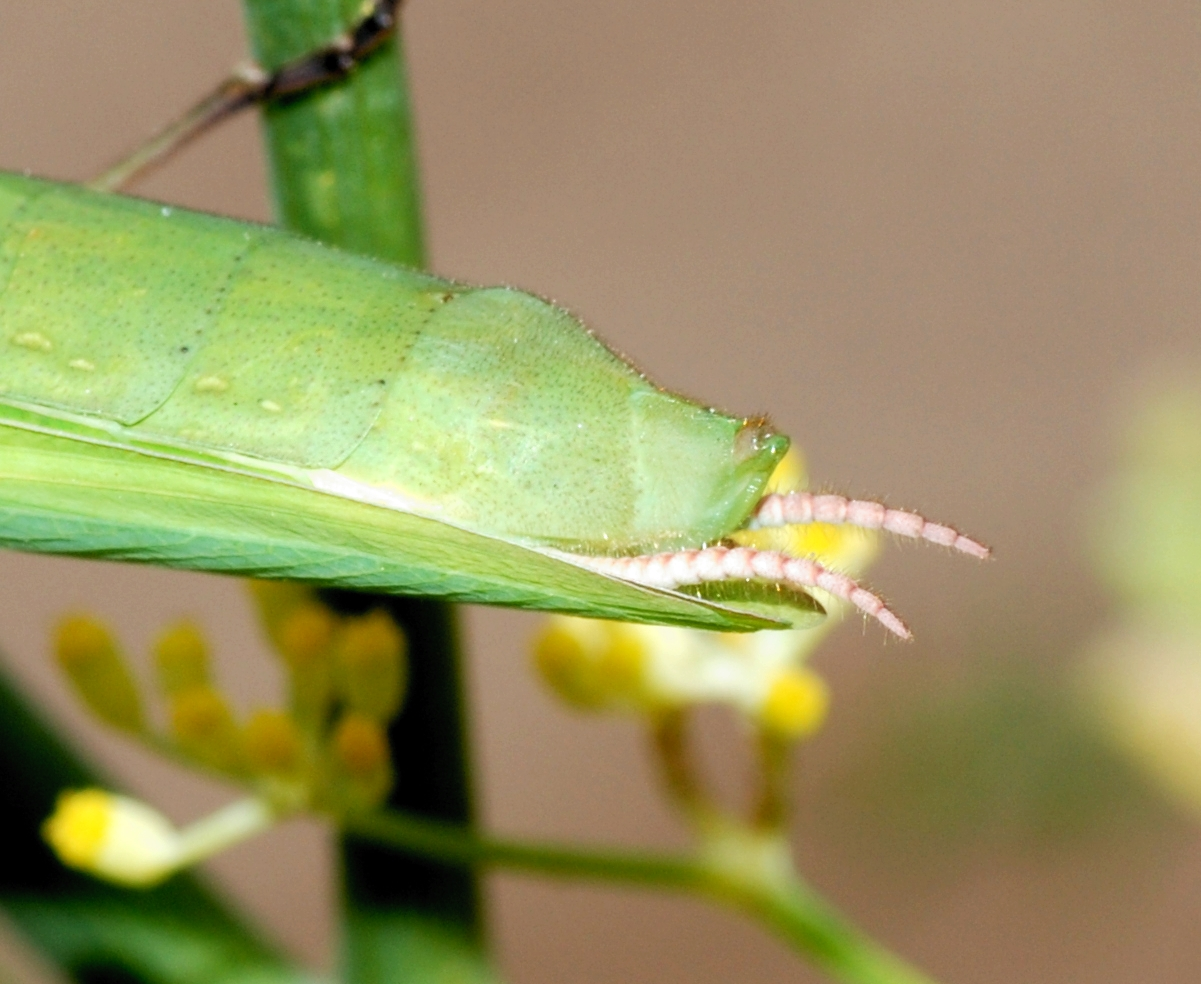
Cerci di Mantoideo.

### Cerci
I cerci sono appendici pari inserite ai lati dell'ultimo urite (XI o X urite secondo l'ordine). Possono variare in forma e sviluppo ed essere composti da uno o più articoli. In genere sono sede di recettori sensoriali, ma in alcuni insetti possono svolgere anche altre funzioni. Caratteristici cerci sono quelli conformati a forcipe nei Dermatteri oppure quelli lunghi e filiformi nei Tisanuri e negli Efemerotteri.
La presenza dei cerci è un carattere prettamente primitivo: negli ordini evolutivamente successivi queste appendici si riducono ad abbozzi rudimentali o, addirittura, scompaiono del tutto.

### Pseudozampe

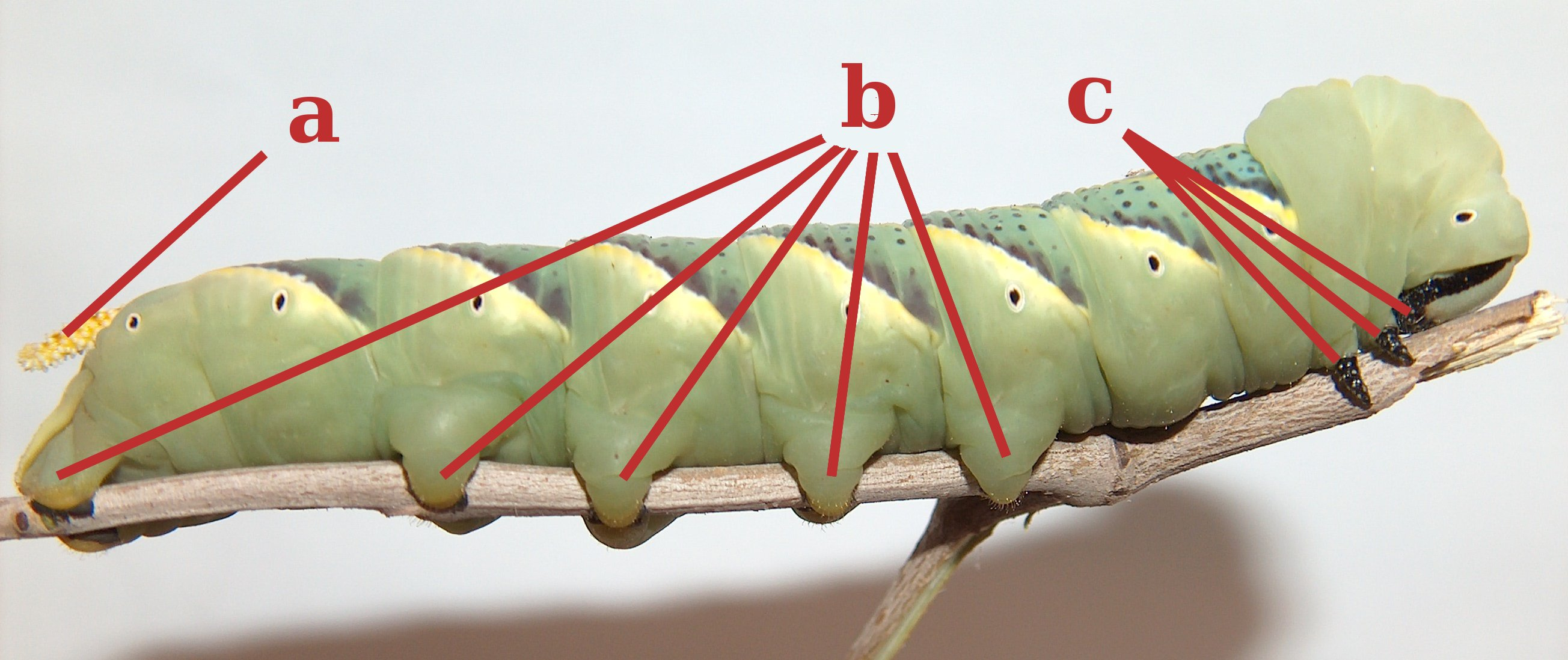
Appendici di un bruco di Sfingide. Le pseudozampe sono portate dagli uriti III-VI e X. Sul IX urotergo delle larve di Sfingidi è presente un caratteristico processo detto cornetto.
a: cornetto;
b: pseudozampe;
c: zampe toraciche.

Le pseudozampe, o pseudopodi, sono processi ventrali di forma conico-cilindrica, spesso terminanti con uno o più uncini, presenti in numero variabile ma sempre appaiati, nell'addome delle larve di tipo polipode. Sono usate per la locomozione e per aderire al supporto. La posizione delle pseudozampe è un utile elemento morfologico per la determinazione tassonomica della larva:
- nella generalità dei bruchi dei Lepidotteri ci sono 5 paia di pseudozampe, posizionate dal III al VI urite e sul X urite;
- nei bruchi dei Lepidotteri Nottuidi ci sono tre paia di pseudozampe, posizionate sul V, VI e X urite;
- nella generalità dei bruchi dei Lepidotteri Geometridi ci sono solo 2 paia di pseudozampe, posizionate rispettivamente sul VI e sul X urite;
- nei bruchi dei Lepidotteri Micropterigidi ci sono 8 paia di pseudozampe, posizionate dal I al VIII urite;
- nelle larve polipode degli Imenotteri Sinfiti ci sono in genere 7 paia di pseudozampe, posizionate dal II al VII urite e sul X urite;
- nelle larve dei Mecotteri ci sono 8 paia di pseudozampe posizionate nei primi otto uriti, come nei Micropterigidi.

### Altre appendici

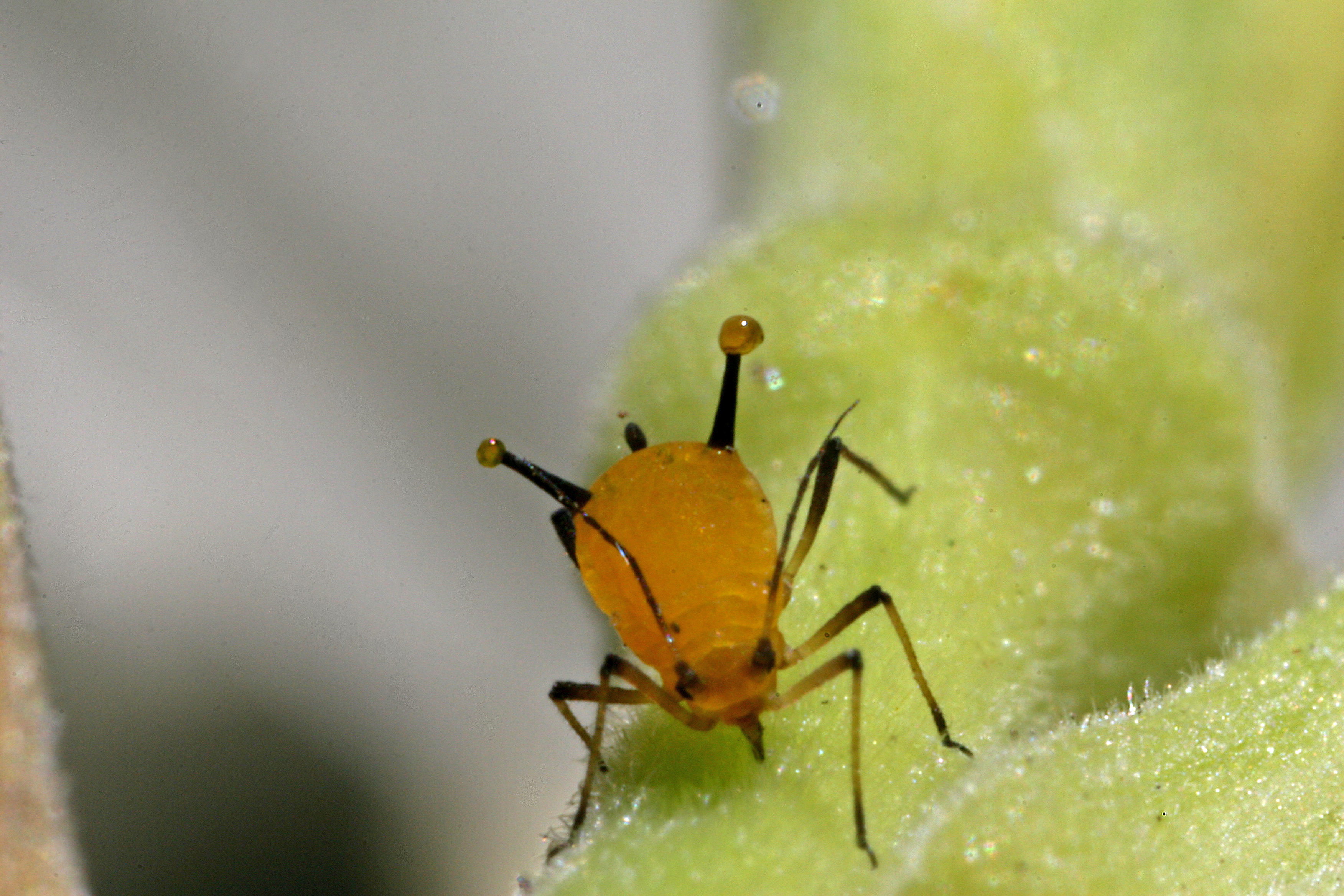
Afide. Sull'addome giallo-aranciato contrastano, per il colore scuro, i due sifoni dorsali e la codicula.

L'elenco delle appendici addominali si completa con una varietà di particolari formazioni, presenti in genere in specifici gruppi sistematici e che quindi non rientrano nella generalità degli insetti o, come nel caso delle larve polipode, di un tipo morfologico:
- Stili. Sono appendici pari inserite ai lati degli uriti nei Tisanuri e in alcuni insetti alati. Il numero di stili varia nei Tisanuri, mentre si riduce ad un solo paio negli altri Insetti. Si tratta di zampe rudimentali e rappresentano un carattere primitivo. Sono utilizzati per sostenere l'addome e contribuire alla locomozione.
- Sifoni. Elementi propri degli Afidi, talvolta ridotti a semplici fori, sono due tubuli simmetrici portati fra il V e VI urite in posizione laterale-dorsale. Hanno una funzione escretrice utilizzata come mezzo di difesa. In genere secernono un feromone di allarme con cui gli individui segnalano all'intera colonia l'eventuale presenza di nemici, ma in alcuni Afidi, quando sono attaccati, secernono anche una cera che, a contatto con l'aria, rapprende rapidamente invischiando l'apparato boccale o le zampe del predatore.
- Codicula. È un processo impari posizionato sul IX urotergo degli Afidi, usato per allontanare la melata dal corpo dell'insetto.
- Urogonfi. Sono due appendici simmetriche, spesso filiformi, presenti sul X urite delle larve di alcuni Coleotteri. Avrebbero una funzione sensoriale e, quindi, sarebbero usati come cerci.
- Pigopodi. Sono appendici pari, estroflettibili, presenti sull'ultimo urite di larve campodeiformi di alcuni ordini, usate per scopi differenti.

## Anatomia
Nell'addome risiede in genere la parte più significativa dei principali apparati, fatta eccezione per quello nervoso e quello muscolare. 
L'apparato nervoso localizzato nell'addome è composto dal sistema nervoso centrale, rappresentato dalla porzione caudale della catena gangliare ventrale, dal sistema nervoso periferico, rappresentato dai nervi motori e dalle cellule sensoriali, e, infine, dal sistema nervoso viscerale. Quest'ultimo comprende due distinte sezioni: una parte del simpatico ventrale che, partendo dai gangli addominali, presiede al controllo del funzionamento dell'apparato respiratorio, e il simpatico caudale che, partendo dall'ultima coppia di gangli, innerva l'intestino e l'apparato genitale.

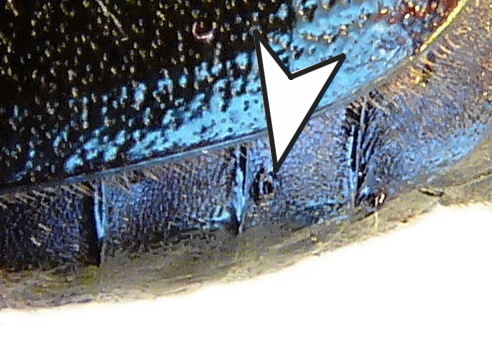
Stigma addominale di un Coleottero.

L'apparato digerente comprende la totalità o buona parte dell'intestino medio (mesentero) e tutto l'intestino posteriore (proctodeo), dove si svolgono i processi fondamentali della digestione e dell'assorbimento e delle funzioni escretorie. In alcuni insetti entra nella cavità addominale anche una parte dell'ingluvie, che raggiunge dimensioni cospicue in alcune caste degli Insetti sociali. In particolare, nelle operaie di alcune formiche, deputate alla nutrizione delle larve, si può verificare il fenomeno della fisogastria, ossia lo sviluppo abnorme dell'addome, proprio per l'eccezionale sviluppo dell'ingluvie (stomaco sociale). All'apparato digerente dell'addome si associa anche la parte principale dell'apparato escretore, i tubi malpighiani, in genere fluttuanti nel lacunoma o appressati al proctodeo. Questi organi, che svolgono la funzione di reni sboccano nel proctodeo, subito dopo la valvola pilorica.
L'apparato respiratorio è rappresentato dalla rete addominale di trachee e tracheole, ai quali si aggiunge, in genere, la presenza di 1-8 paia di stigmi. 
L'apparato circolatorio è rappresentato dalla porzione addominale dell'emocele, suddiviso dai due diaframmi in tre cavità intercomunicanti, e dal cuore, disposto in posizione dorsale.
L'apparato riproduttore è, infine, il sistema anatomico interamente localizzato nell'addome. Costituito, in entrambi i sessi, dalle gonadi (ovari e testicoli), dai gonodotti pari e impari, dalla vescicola seminale (nei maschi) e dalla vagina (nelle femmine) e, infine, dalle gonapofisi. Questo apparato raggiunge un notevole sviluppo nelle femmine, durante la fase riproduttiva, che può protrarsi anche per anni come in alcuni Insetti sociali. In questi casi si può verificare il fenomeno della fisogastria.